# Video mapping
Video mapping ou mapeamento de vídeo é uma técnica que consiste na projeção de vídeo em objetos ou superfícies irregulares, tais como estruturas de grandes dimensões, fachadas de edifícios e estátuas (cuja projeção pode ser feita a 360º). Através da utilização de um software especializado os objetos de duas ou três dimensões são formados virtualmente, a partir dessas informações o software interage com um projetor para adaptar qualquer imagem à superfície do objeto escolhido.Pode-se dizer que há uma reconstrução do espaço real existente através da adição de espaço virtual. Com esta técnica os artistas podem criar dimensões extra, ilusões ópticas e noções de movimento em objetos estáticos. Normalmente são criadas narrativas audiovisuais através da combinação ou desencadeamento de vídeo com áudio.
O video mapping ficou conhecido através da sua utilização em campanhas publicitárias e vídeos de música eletrónica.

## Como fazervideo mapping
A peça mais importante para fazer video mapping é o projetor de vídeo cuja potência depende da área a cobrir. Por exemplo, quando se trata de uma projeção em pequenos objetos ou em uma sala chegam 5 600 lúmens, já aplicada a grandes superfícies e/ ou a longa distância são necessários à volta de 20 000 lúmens. O tipo de lente a usar também é um aspeto muito importante, é aconselhável que seja o menos ampla possível. Relativamente à resolução, o mínimo necessário é de 1024 x 768 px.
Após a escolha ou criação do objeto para suporte é produzida a sua réplica virtual. Seguidamente é formado um modelo da superfície de projeção e posicionado num ambiente virtual. A colocação do projetor em relação ao objeto é definida por coordenadas e, por fim, o ambiente virtual é complementado com a orientação xyz, a especificação da lente e posicionamento do projetor. Poderão ser necessários alguns ajustes manuais para se obter melhores resultados.
Habitualmente, os principais passos a seguir na gestão de um projecto de mapeamento de vídeo são:
- Configuração—tem de ser feita à noite ou num ambiente escuro. O projetor deve ser colocado em frente ao suporte de projeção e deve estar perfeitamente horizontal; depois de estar bem posicionado, convém que toda a interação com o projector seja feita através de controle remoto.

- Fotografia do suporte de projeção—o ângulo da câmara deve ser exactamente o mesmo da lente do projetor de forma a que a imagem resultante seja a mais próxima possível daquela que o projector "vê".

- Calibração da fotografia—uma vez conseguida a fotografia certa, esta deve ser editada num software de edição de imagem, onde se aplica o valor da resolução do projector ao tamanho da fotografia. Para calibrar a fotografia, esta tem de ser projetada de volta no suporte de projeção de modo a se confirmar que cada elemento da mesma corresponde ao espaço real.

- Criação de máscaras—através de softwares como Adobe After Effects, Illustrator, Photoshop, Gimp, etc. são criadas máscaras dos diferentes elementos da fotografia, em diferentes camadas.

- Animação—depois de definidas as máscaras, criam-se os elementos a projetar, que podem ser feitos com os programas habitualmente usados para vídeo e/ ou animação, como por exemplo Adobe After Effects, Modul8, Final Cut Pro, Adobe Premiere, Adobe Flash, Resolume, etc..[5]
- Há também softwares específicos para tornar a tarefa de VideoMapping mais eficaz e produtiva. Assim, temos: vvvv, Millumin, VPT, entre outros.